# Oddo BHF
Pour les articles homonymes, voir Oddo.
 (mai 2024).
Oddo BHF est un groupe financier français fondé en 1967 par Bernard Oddo. En 2016, l’entreprise familiale française Oddo & Cie acquiert BHF Bank, banque allemande spécialiste du Mittelstand, et devient Oddo BHF en 2017.
Avec BNP Paribas et Kepler Cheuvreux, Oddo BHF est un leader européen du courtage.

## Historique
Oddo & Cie est fondée en 1967 par Bernard Oddo.
En 1984, Pascal Oddo devient associé-gérant, poste qu’il occupera jusqu’en 1995. En 1987, Philippe Oddo devient associé-gérant du groupe.
En 1997, la société fait l’acquisition de Delahaye Finance,. En 1999, Oddo Asset Management est créée.
En 2000, le groupe acquiert Pinatton. Oddo et Cie acquiert NFMDA (gestion privée) en 2003 et les activités européennes d’intermédiation actions du Crédit lyonnais en 2004. En 2005, Oddo & Cie rachète Cyril Finance Asset Management.
En 2006, Oddo Metals, nouvelle branche du groupe orientée dans le négoce des métaux, est créée.
En 2010, un accord commercial entre Oddo Services et Société générale Securities Services (SGSS) est signé pour le développement d’une offre conjointe de services titres.
De nouvelles acquisitions sont menées par le groupe depuis 2010, notamment la Banque d’Orsay, rachetée à l’allemande WestLB (2010), la Banque Robeco au groupe Robeco (2010), Close Brothers Seydler Bank AG (activités de marché) à l’anglais Close Brothers Group (en) (2014), Meriten Investment Management à BNY Mellon (2015). En 2010, Oddo monte à 65 % dans le capital de Patrimoine Consultant, devenant ainsi actionnaire majoritaire.
En 2016, Oddo intègre la banque allemande BHF.

### Oddo BHF
En 2017, le produit net bancaire du groupe croît de 2,5 %, à 591 millions d’euros, pour un résultat brut d’exploitation de 99,7 millions d’euros. La même année, le français Oddo & Cie et l'and BHF-Bank deviennent désormais une entité nommée Oddo-BHF. En novembre, ODDO BHF annonce la fusion entre Frankfurt Trust et Oddo BHF Asset Management.
En 2018, Oddo BHF acquiert ACG Capital (Private Equity), et reprend les activités de recherche et d'intermédiation de Natixis. La même année, le directoire comprend désormais 4 Français et 4 Allemands.
En 2019, Oddo BHF investit pour la première fois dans l’immobilier en investissant dans l'immeuble neuf Iko, pour un montant à près de 100 millions d’euros.
En 2020, Oddo BHF signe l’acquisition de la plus ancienne banque de Suisse romande, Landolt et Cie,, et fusionne avec celle-ci en 2021. Elle signe également des accords de partenariat pour le métier d’intermédiation actions avec ABN AMRO aux Pays-Bas et BBVA en Espagne.
En 2021, Oddo BHF signe un accord de partenariat pour le métier d'intermédiation actions avec Commerzbank en Allemagne et complète son métier de gestion d’actifs avec l’acquisition de Métropole Gestion,.
En 2022, le Groupe réalise 727 millions d'euros de produit net bancaire. La même année, l'entreprise fait l'acquisition de 100% du capital de Quilvest Banque Privée S.A, rebaptisé La Banque Privée Saint-Germain,, et investit 40 millions d'euros dans Coinhouse, la plateforme d'investissement en cryptomonnaies,.
Le 1er janvier 2023, Oddo BHF fusionne Oddo BHF Asset Management et Oddo Private Equity.
En novembre 2023, l'entreprise dissout Métropole Gestion, acquis en 2021. En décembre de la même année, Oddo BHF annonce un partenariat avec Raiffeisen Bank International (RBI), une entité autrichienne spécialisée dans la vente et la recherche actions au niveau européen,, ainsi que son premier fonds daté d’obligations vertes.
Selon l'étude d’Institutional Investor Research en 2023, Oddo BHF est parmi les premiers courtiers en Europe, précisément en France, au Benelux et en Allemagne.

## Activité
Oddo BHF est un groupe franco-allemand actif en Europe. L'entreprise est partenaires de plusieurs entités financières comme Natixis, ABM Amro, BBVA, Commerzbank et, depuis 2023, de la Raiffeisen Bank International dans le courtage et la recherche actions,.
ODDO BHF est détenu à 65 % par la famille Oddo, à 25 % par les collaborateurs et à 10 % par des tiers.
La société a une clientèle de 850 investisseurs institutionnels à travers le monde, dont des hedge funds américains.
Oddo BHF compte 1 300 employés en Allemagne et 1 000 en France, pour un total de 2 700 collaborateurs dans le monde. Dans d'autres pays européens, Oddo BHF dispose d’une joint-venture avec ABN Amro Pays-Bas et est partenaire de BBVA en Espagne. Oddo BHF est aussi présent dans d’autres pays hors Europe, comme en Tunisie, pays dans lequel le groupe financier compte 320 collaborateurs.
En juillet 2023, le groupe gère 128 milliards d'euros d'encours.

## Controverses
Le 18 mai 2011, la cour d’appel de Paris a condamné les sociétés Oddo & Cie SCA, Oddo Asset Management SAS et Philippe Oddo SAS à verser 14,28 millions d’euros à la société de gestion Odyssée Venture SAS. En cause, la commercialisation et la gestion de fonds investis en partie dans les subprimes. Oddo BHF s’est pourvu en cassation.